# Rampe Tafourah
La rampe Tafourah, est une voie d'Alger.

## Situation et accès
Cette rampe d'accès permet d'accéder au centre-ville au niveau de la Grande Poste depuis la route du port.

Elle monte depuis l'arrière-port au niveau du môle de l'Agha, à partir des rues Angkor et Nehru, vers le carrefour de Grande Poste sur le boulevard Khemisti, au croisement des boulevards Amirouche et Zighoud Youcef et des rues Asselah Hocine et Sergent Adoun.
La rampe est longue de plus de 300 mètres et d'une surface de 8000 m². Elle a été conçue pour un trafic de 5000 véhicules par heure.
Une grande station de bus existait en contrebas avant d'être transformée en jardin public.

## Origine du nom
Tafourah est un quartier d'Alger.

## Historique
Après la création dans les années 1860 des voûtes d'Alger et du boulevard de front de mer à 15 mètres au-dessus du niveau du port, de nombreuses rampes d'accès ont été créées, en commençant par la rampe de l'amirauté à l'ouest puis les rampes Magenta et Chasseloup-Laubat.
Avec l'extension de la ville vers de faubourg de l'Agha fut construite la rampe Chasseriau (actuellement rampe Gherbi Salah) vers 1910, puis les rampes Poirel et Noël en 1932 pour accéder à la route d'Hussein Dey toujours depuis le port.
Avec l'augmentation du trafic automobile, il a été décidé de construire une nouvelle rampe dans les années 1960 afin d'accéder au carrefour de la Grande Poste, devenu le cœur de la ville.
Une première rampe existait au même endroit au début du XXe siècle mais celle-ci traversait la voie ferrée et nécessitait un passage à niveau. La nouvelle rampe moderne constituée de plusieurs bretelles, enjambe la voie ferrée.

## Bâtiments remarquables et lieux de mémoire

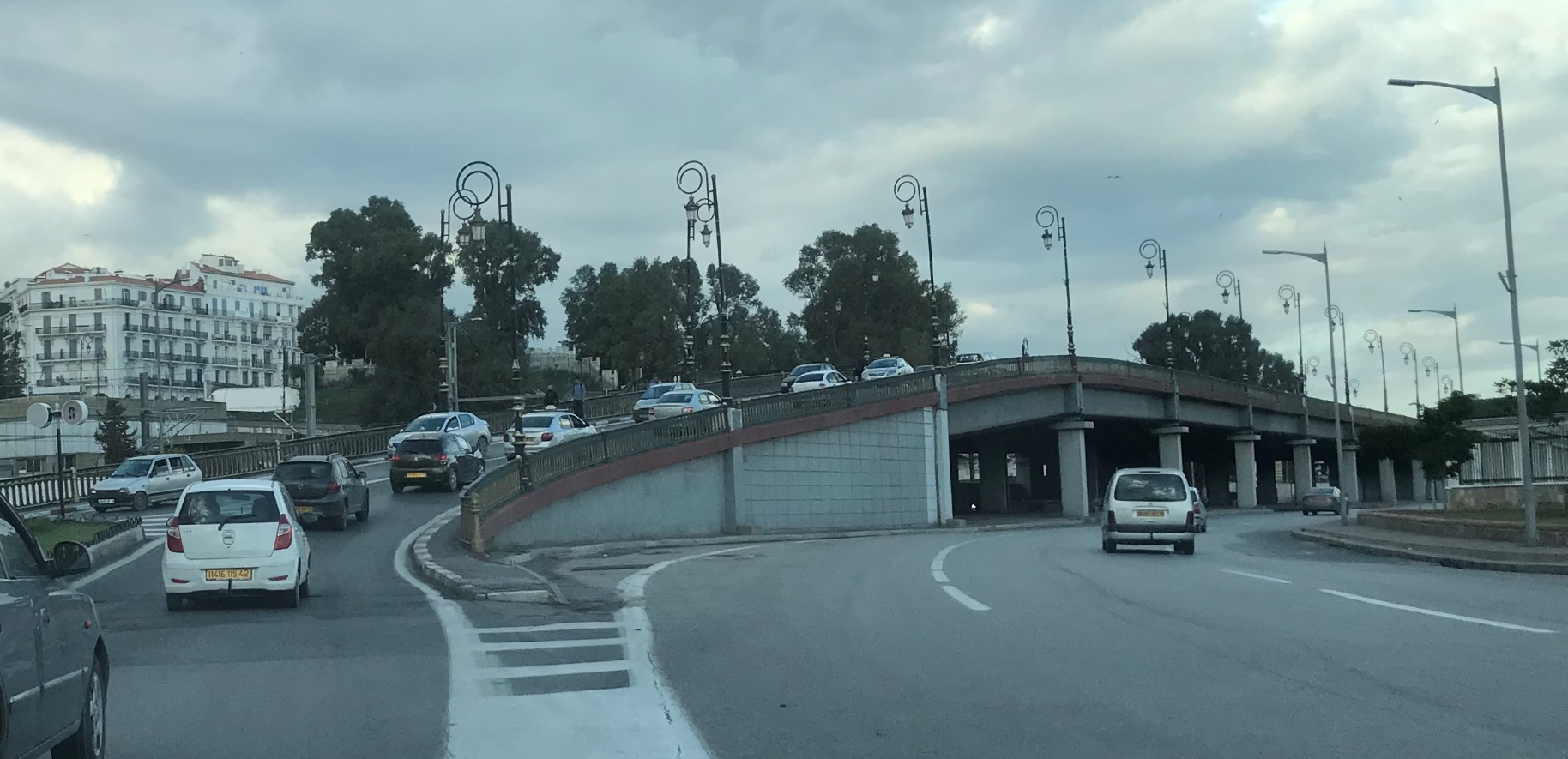
L'accès depuis la route du Port
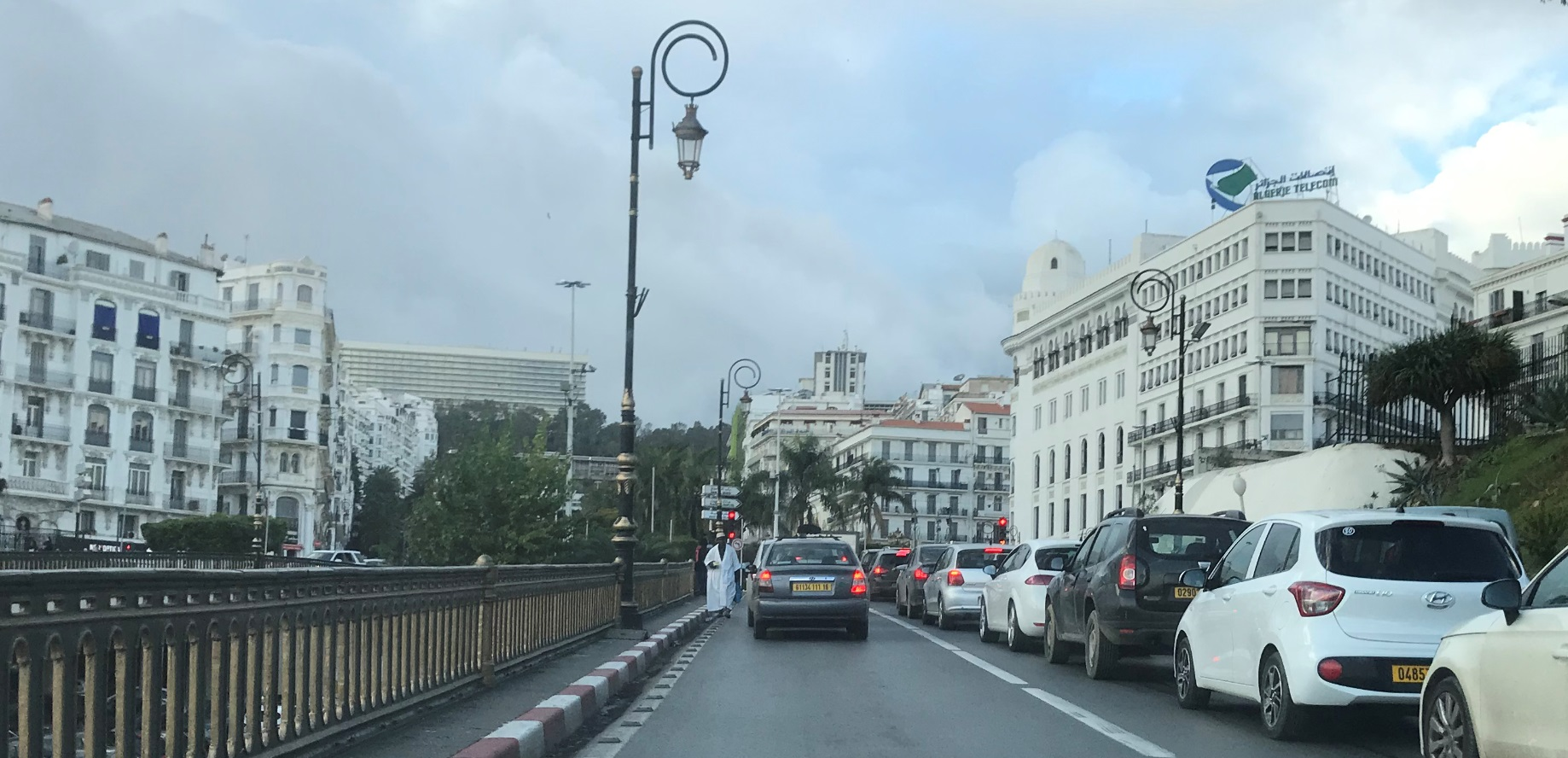
Vue de la Grande Poste
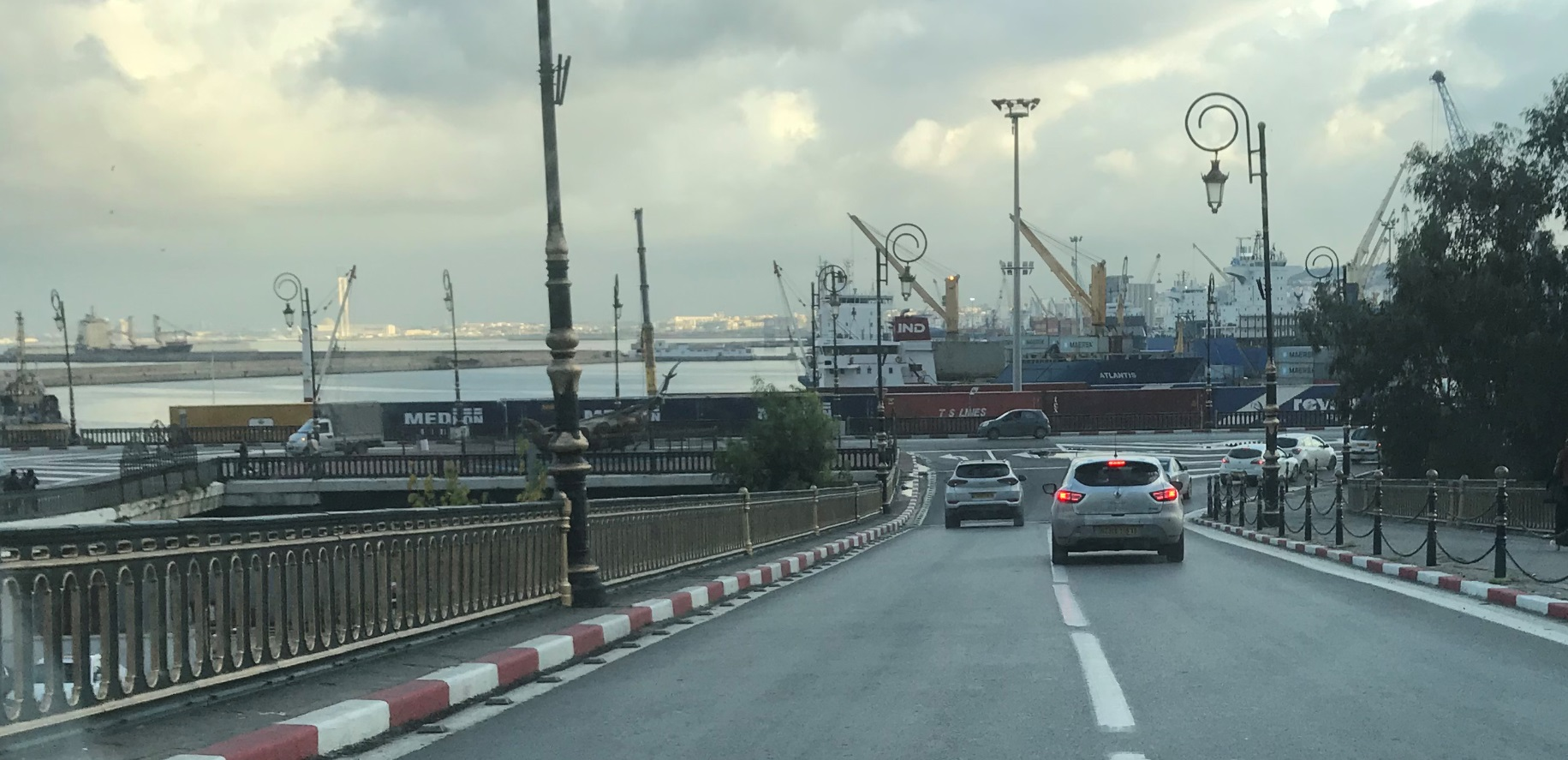
Vue du port en descendant la rampe